# Synema utotchkini
Synema utotchkini es una especie de araña cangrejo del género Synema, familia Thomisidae, orden Araneae.

## Distribución
Esta especie se encuentra en Macedonia del Norte, Turquía, Kazajistán y Kirguistán.

## Taxonomía
Fue descrita por Marusik & Logunov en 1995.
Tratamiento taxonómico
La especie aparece registrada y publicada en The crab spiders of Middle Asia (Aranei, Thomisidae), 2. Beiträge zur Araneologie 4(1994): 133–175.